# Феникс-Ильичёвец
«Феникс-Ильичёвец» (укр. Фенікс-Іллічівець; Фенікс-Іллічовець) — ныне не существующий украинский футбольный клуб из села Калинино АР Крым. Клуб выступал в Первой лиге Украины.

## История
Клуб создан в 2000 году на базе спортивного коллектива села Калинино. В районных соревнованиях «Феникс» завоевал различные почётные трофеи. После этого команда была заявлена для участия в чемпионате Крыма, первый сезон клуб завершил на 11 месте из 20 команд. На следующий год команда не стала заявляться на первенство Крыма. Пост главного тренера занял Анатолий Сыроватский, сменивший Владимира Ермолаева.
После того как клуб ушёл под административное начало ОАО «Мариупольский металлургический комбинат имени Ильича», в названии команды появилась приставка «Ильичёвец». Тренерский мостик занял Алексей Антюхин, его помощником был Сергей Леженцев. В чемпионате Крыма 2004 года команда стала бронзовым призёром, «Феникс» уступил симферопольскому «Элиму» и красноперекопскому «Химику», Юрий Фокин был признан лучшим полузащитником турнира.
В 2005 году «Феникс-Ильичёвец» блестяще выступил в чемпионате Крыма и любительском чемпионате Украины, завоевав «золото» в первенстве Крыма и «серебро» всеукраинских соревнований. Кроме этого, в 2005 году «Феникс» стал победителем Кубка мэра Симферополя. В 2006 году клуб стал бронзовым призёром первенства Крыма и обладателем Кубка Крыма.

### Профессиональный уровень

#### Во Второй лиге Украины
Затем президент клуба Андрей Рюмшин принял решение заявить коллектив во Вторую лигу Украины. «Феникс» стал выступать в группе «Б». На профессиональном уровне команда дебютировала 31 июля 2006 года в выездном матче против запорожского «Металлурга-2» на стадионе «Титан», игра закончилась ничьей (0:0). Первый гол «Феникса» на профессиональном уровне забил Олег Губский в следующем матче против донецкого «Олимпика» (3:2). Губский перешедший из «Динамо-ИгроСервиса» стал лучшим бомбардиром турнира, он забил 21 гол, также в команде он играл в качестве капитана.
«Феникс» стал единственным коллективом Второй лиги, который на протяжении турнира не проиграл ни одного домашнего матча. В начале сезона перед командой стаяла задача — закрепится во Второй лиге. В турнире команда выступила довольно успешно, итогом выступления в сезоне 2006/07 стало повышение в классе, «Феникс» занял 2 место в своей группе уступив лишь «Севастополю». В марте 2007 года клуб стал победителем турнира памяти Виктора Юрковского.

#### В Первой лиге Украины

##### Сезон 2007/08
В сезоне 2007/08 «Феникс-Ильичёвец» выступал уже в Первой лиге. Старт чемпионата получился неудачным для команды. «Феникс» проиграл большинство игр в начале сезона и опустился на последнюю строчку в турнирной таблице. В начале 2008 года главным тренером клуба стал Александр Гайдаш. Зимой 2008 года клуб взял в аренду игроков мариупольского «Ильичёвца» — Вадима Салатина, Дмитрия Скоблова, Игоря Тищенко и Дениса Дяченко. Во втором круге команда обновила состав и сделала серию из пяти беспроигрышных матчей. В последнем матче команда играла на выезде против клуба «Львов» (1:1), ничья гарантировала участие в Первой лиге в следующем сезоне.

##### Сезон 2008/09

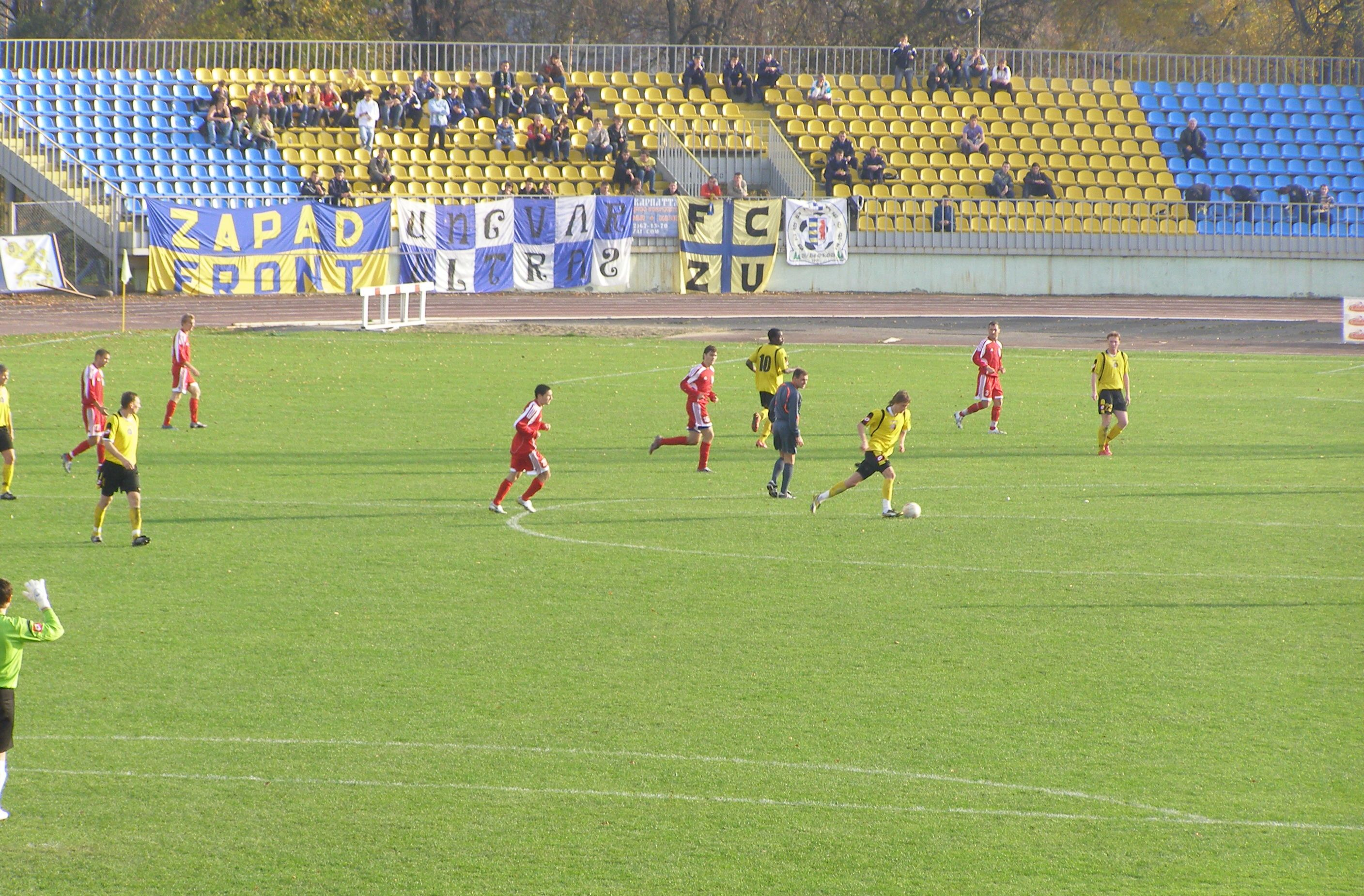
03.11.2008, матч против «Закарпатья» на стадионе «Авангард»

31 августа 2008 года в выездном матче против «Крымтеплицы» клуб пропустил один из самых быстрых голов в истории мирового футбола. После удара с центра поля Романа Войнаровского на 3,5 секунде матча вратарь «Феникса» Виталий Капинус пропустил гол. В Кубке Украины сезона 2008/09 «Феникс-Ильичёвец» дошёл до 1/8 финала, по ходу турнира обыграв «Севастополь» (1:2), а затем «Кривбасс» (2:1), который выступал в Премьер-лиге Украины. За «Феникс» голы забивали Сергей Патула и Виталий Прокопченко. В следующем раунде команда уступила «Таврии» (0:2).
После окончания первого круга Первой лиги футболистам и тренерскому штабу выплатили полный расчёт по зарплате, игроки получили статус свободных агентов. Вскоре появилась информация о том, что под именем клуба будет выступать команда «Форос», выступавшая в чемпионате Крыма. Так как в сезоне 2008/09 у команды начались финансовые проблемы из-за глобального экономического кризиса, «Феникс» был на грани расформирования. Но усилиями президент клуба Андрей Рюмшина, который нашёл выход, Иван Марач стал генеральным спонсором клуба. Марач — известный на Украине футбольный агент. На базе его подопечных был укомплектован состав команды. Большинство из этих игроков зимой выступали в команде свободных агентов «Гермес», к которой Марач также имеет отношение. А ещё ранее они играли в составе «Княжи-2», уже не существующей. Главным тренером команды стал бывший наставник «Княжи-2» Иван Марущак, а генеральным директором клуба стал Виталий Косовский. 3 мая 2009 года в домашнем матче против бурштынского «Энергетика» (3:2), вратарь Константин Шевченко на 47 минуте выполняя удар от ворот смог забить гол в ворота соперника. Шевченко перешедший в команду зимой 2009 года выступил за «Феникс» удачно, в 6 матчах из 12 отстояв на ноль. Сезон команда завершила на 13 месте, набрав 32 очка, этот сезон является лучшим результатом команды. После окончания сезона клуб прекратил сотрудничество с фирмой «Гермес».

##### Сезон 2009/10
В конце июля 2009 года была представлена новая игровая форма — полосатые красно-белые футболки и синие трусы, из-за схожести новая форма напоминала форму «Атлетико Мадрид». Летом 2009 года благодаря сотрудничеству с футбольными агентами с командой тренировались африканские футболисты, вначале Патрик Ибанда и Эдди Домбрайе, а затем Эмануэль Айобами и Абиодун Олайоджу. Также летом этого года игроками «Феникса» — Артёмом Бобухом и Русланом Ивашко интересовался российский клуб «Луч-Энергия», до этого Бобух мог перейти в польскую «Легию» или «Москву». Платон Свиридов летом перешёл в «Кривбасс», Руслан Ермоленко побывал на просмотре в «Закарпатье», Сергей Аврамчиков в «Черноморце», а Тарас Михайлюк в «Волыни».
В декабре 2009 года появилась информация о том, что на просмотре в клубе находится 25 игроков. В конце апреле 2010 года главным тренером клуба был назначен Анатолий Беляй, работавший до этого в дублях запорожского «Металлурга» и донецкого «Металлурга». Его помощниками стали Евгений Булгаков и Эдуард Прокопенко. Сезон 2009/10 команда завершила турнир на 14 месте.
Роман Юдин (в), Тарас Михайлюк, Александр Круцкевич, Александр Зотов (к), Сергей Радевич, Анатолий Ворона, Игорь Никонов, Сергей Дяченко, Сергей Шаповал (Михаил Андреянов, 63), Александр Артёменко, Сергей Рябцев (Никита Блудов, 46)

##### Сезон 2010/11
В октябре 2010 года по обоюдному согласию сторон был разорван контракт Беляем. На игру 17 октября 2010 года против «Арсенала» из Белой Церкви команду выводил Евгений Булгаков. В ноябре 2010 года главным тренером вновь стал Иван Марущак. Перед матчем 1/8 финала Кубка Украины 2010/11 с запорожским «Металлургом», появилась информация о том, что «Феникс» снялся с соревнований. Незадолго до встречи команде удалось дозаявить несколько свободных игроков и матч состоялся. Встреча закончилась победой «Металлурга» со счётом (2:1), единственный гол «Феникса» забил Сергей Рябцев. После последнего матча осенней части Первой лиги сезона 2010/11 против алчевской «Стали» (3:0), главный тренер команды Иван Марущак заявил, что команды «Феникс-Ильичёвец» больше не существует.
Хочу сказать, что с финальным свистком арбитра сегодняшнего матча закрылась «страница» под названием «Феникс-Ильичёвец». Открывается новая, я бы сказал, мощная — «Жемчужина» (Ялта). «Феникс» возродили для того, чтобы стать «Жемчужиной». Мы домучили год, чтобы сохранить Крыму место в Первой лиге. У нас был один невыезд, ещё один означал бы снятие команды с соревнований.

### Создание «Жемчужины»
Зимой 2011 года «Жемчужина» провела учебно-тренировочные сборы и приняла участие в Кубке мэра Евпатории. Должность генерального директора и главного тренера команды должен был взять на себя Иван Марущак, а его помощниками должны были стать Александр Зотов и Альберт Шахов. Также была информация о том, что спортивным директором клуба будет Олег Саленко.
В итоге клуб «Жемчужина» не смогла получить аттестат на право участия в Первой лиге, из-за лицензионных норм УЕФА и ФФУ. По этим нормам запрещается передавать аттестат на право участия в турнире от одного юридического лица к другому, поэтому доигрывать сезон должен был «Феникс-Ильичёвец». Инвесторы «Жемчужины» гарантировали стабильное финансирование только при условии переезда клуба в Ялту. Также было сообщено о том, что «Жемчужина» будет проходить процедуру аттестации на право участия во Второй лиги в следующем сезоне, однако в сезоне 2011/12 команда не выступала.

## Стадион
Домашние матчи «Феникс-Ильичёвец» играл на стадионе «Юность» в Калинино. Вместимость арены составляет 2500 мест. В 2007 году при участии Владимира Бойко на стадионе проводилась реконструкция. В ходе которой была улучшена материальна-техническая база. Также вместо искусственного газона был уложен натуральный, голландского производства.

## Статистика
| Сезон   | Дивизион    | Место | Игр | В  | Н  | П  | ГЗ | ГП | О  | Кубок Украины | Примечания           |
| ------- | ----------- | ----- | --- | -- | -- | -- | -- | -- | -- | ------------- | -------------------- |
| 2006/07 | Вторая лига | 2     | 28  | 17 | 6  | 5  | 42 | 22 | 57 | 1/32 финала   | Выход в Первую лигу  |
| 2007/08 | Первая лига | 16    | 38  | 11 | 8  | 19 | 35 | 56 | 41 | 1/32 финала   |                      |
| 2008/09 | Первая лига | 13    | 32  | 9  | 11 | 12 | 33 | 38 | 38 | 1/8 финала    |                      |
| 2009/10 | Первая лига | 14    | 34  | 10 | 7  | 17 | 39 | 52 | 37 | 1/8 финала    |                      |
| 2010/11 | Первая лига | 18    | 20  | 3  | 3  | 14 | 17 | 47 | 12 | 1/8 финала    | Снялась с чемпионата |

## Достижения
- Серебряный призёр Второй лиги Украины (1): 2006/07

## Игроки
Список игроков клуба, о которых есть статьи в русской Википедии, см. здесь.

## Главные тренеры
- Владимир Ермолаев (2000—2001)
- Анатолий Сыроватский (2002—2004)
- Алексей Антюхин (2005—2007)
- Александр Гайдаш (2008—2009)
- Иван Марущак (2009—2010)
- Анатолий Беляй (2010)
- Евгений Булгаков (и. о.) (2010)
- Иван Марущак (2010—2011)